# Гарден (Мічиган)
Гарден (англ. Garden) — селище (англ. village) в США, в окрузі Делта штату Мічиган. Населення — 174 особи (2020).

## Географія
Гарден розташований за координатами 45°46′9″ пн. ш. 86°33′26″ зх. д. / 45.76917° пн. ш. 86.55722° зх. д. (45.769305, -86.557298).  За даними Бюро перепису населення США в 2010 році селище мало площу 2,64 км², з яких 2,10 км² — суходіл та 0,54 км² — водойми.

## Демографія
Згідно з переписом 2010 року, у селищі мешкала 221 особа в 99 домогосподарствах у складі 63 родин. Густота населення становила 84 особи/км².  Було 134 помешкання (51/км²).
Расовий склад населення:
| - 87,3 % — білих - 5,0 % — корінних американців |

До двох чи більше рас належало 7,7 %. Частка іспаномовних становила 0,5 % від усіх жителів.
За віковим діапазоном населення розподілялося таким чином: 21,3 % — особи молодші 18 років, 56,5 % — особи у віці 18—64 років, 22,2 % — особи у віці 65 років та старші. Медіана віку мешканця становила 49,4 року. На 100 осіб жіночої статі у селищі припадало 108,5 чоловіків;  на 100 жінок у віці від 18 років та старших — 97,7 чоловіків також старших 18 років.
Середній дохід на одне домашнє господарство  становив 44 088 доларів США (медіана — 38 571), а середній дохід на одну сім'ю — 51 344 долари (медіана — 43 750). За межею бідності перебувало 6,6 % осіб, у тому числі 0,0 % дітей у віці до 18 років та 0,0 % осіб у віці 65 років та старших.
Цивільне працевлаштоване населення становило 46 осіб. Основні галузі зайнятості: будівництво — 32,6 %, мистецтво, розваги та відпочинок — 23,9 %, освіта, охорона здоров'я та соціальна допомога — 15,2 %, транспорт — 8,7 %.